# Sokolana
 Zgrada Sokolana (deo Kompleksa „Sokolana”) je najatraktivniji objekat i zaštitni znak naselja Stara radnička kolonija u Kragujevcu. Evidentirana je kao kulturno dobro i pod zaštitom je Zavoda za zaštitu spomenika. Naziv je dobila po Sokolskom društvu koje je koristilo prostorije za vežbanje.

## Istorijat
Zgrada Sokolane u Kragujevcu je podignuta 1929. godine, u centru novoformiranog naselja Stara radnička kolonija, koje predstavlja najveće plansko izgrađeno stambeno naselje u državi. Nastalo je po ugledu na nemačka i engleska naselja, usled potrebe da se velikom broju radnika Artiljerijsko-tehničkog zavoda u Kragujevcu reši stambeno pitanje. Sokolana je podignuta kao zgrada društvenog doma, a za potrebe prosvetnih, kulturnih i sportskih priredbi. Sokolana je, kao i svi drugi objekti, sagrađena od drveta. Gotovi elementi za sve objekte u naselju (stambene barake, zgrada upravnika ), a samim tim i za Sokolanu, izgrađeni su u nemačkoj firmi „Henč” iz okoline Drezdena i isporučeni na ime ratne odštete iz Prvog svetskog rata. Radnici pomenute firme su učestvovali i u sklapanju drvenih konstrukcija, dok su domaća preduzeća izrađivala betonske temelje.

## Arhitektura
Sokolana je skladan spratni objekat od sivo obojenog drveta, pravougaone osnove. U centralnom delu četvoroslivnog krova postavljena je kula prekrivena pločama. Svojim izgledom, kojim dominiraju visoka piramidalna kupa i impozantno pročelje okrenuto ulici, podseća na gotske palate. Celom dužinom objekta u prizemlju, kao i na spratu, prostiru se tremovi sa 9 stubova. Sa trema u prizemlju ulazi se u veliku gimnastičku salu, i još šest pomoćnih prostorija. Na spratu je bila biblioteka, osnovana za potrebe kulturnog uzdizanja radnika, kao i sala za svečanosti. U parku ispred Sokolane je izgrađen okrugli paviljon za muziku i promenadne koncerte. Tu se nalazi i spomenik kralju Aleksandru I Karađorđeviću, postavljen u savremeno doba na mestu gde se nekada nalazila bista jugoslovenskog kralja (iz 1938. godine).

## Galerija slika
- Sokolana
- Prednja strana Sokolane
- Statua kralja Aleksandra Karađorđevića

## Literatura
- Kragujevački leksikon, JP Službeni glasnik i Grad Kragujevac, Beograd, 2013.
- Istorija Kragujevca, Boriša Radovanović, Kragujevac 2017.

## Spoljašnje veze
Artiljerijsko-tehnički zavod u Kragujevcu